# Acque reflue

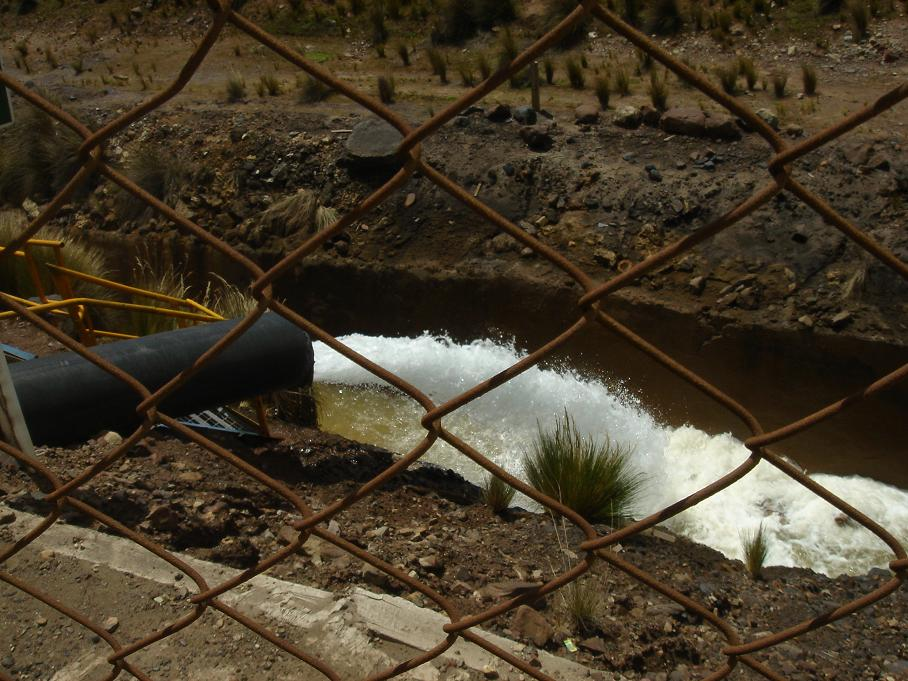
Scarico di acque reflue

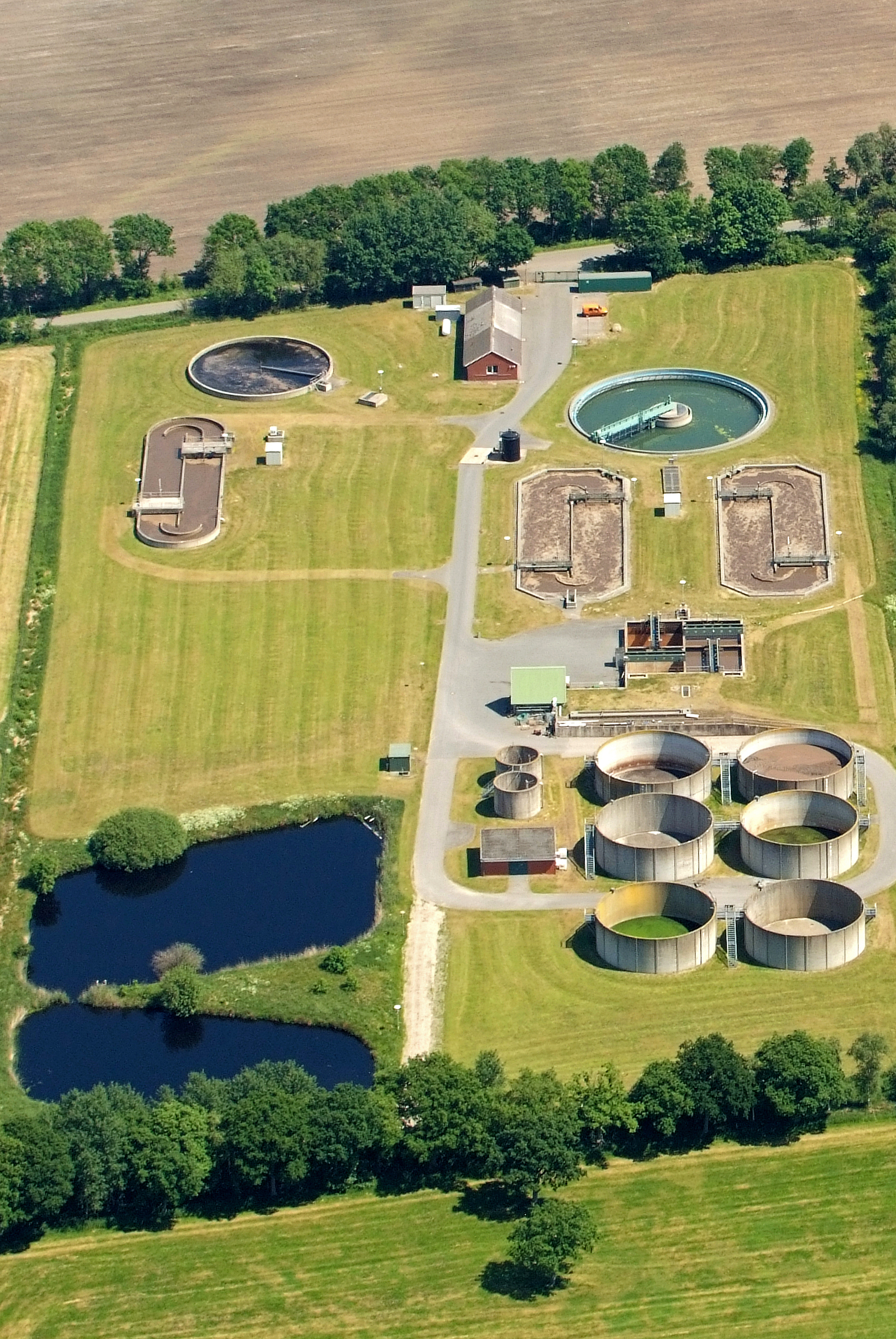
Impianto di depurazione

Le acque reflue, nella chimica ambientale e ingegneria ambientale, sono tutte quelle acque la cui qualità è stata pregiudicata dall'azione antropica dopo il loro utilizzo in attività domestiche, agricole e industriali, diventando quindi non idonee a un loro uso diretto in quanto contaminate da diverse tipologie di sostanze organiche e inorganiche pericolose per la salute pubblica e per l'ambiente naturale.
Per tale motivo non possono essere reimmesse direttamente nell'ambiente poiché i recapiti finali come terreno, mare, fiumi e laghi non sono in grado di ricevere una quantità di sostanze inquinanti superiore alla propria capacità autodepurativa senza vedere compromessi i normali equilibri dell'ecosistema.
Il tenore di sostanze organiche biodegradabili viene comunemente misurato come BOD (domanda biochimica di ossigeno) o COD (domanda chimica di ossigeno).

## Classificazione in base all'origine
Secondo il D.lgs n. 152/06 e ss.mm.ii. (art. 74), le acque reflue sono così definite.
- Acque reflue domestiche: acque reflue provenienti da insediamenti di tipo residenziale e da servizi e derivanti prevalentemente dal metabolismo umano e da attività domestiche (quali alberghi, scuole, caserme, uffici pubblici e privati, impianti sportivi e ricreativi, negozi al dettaglio ed all'ingrosso e bar); le sostanze provenienti dalle deiezioni umane contengono essenzialmente cellulosa (laddove venga fatto uso di carta igienica), lipidi, sostanze proteiche, urea, acido urico e glucidi.
- Acque reflue industriali: qualsiasi tipo di acque reflue provenienti da edifici od installazioni in cui si svolgono attività commerciali o di produzione di beni (anche sottoposte a preventivo trattamento di depurazione), differenti qualitativamente dalle acque reflue domestiche e da quelle meteoriche di dilavamento, intendendosi per tali anche quelle venute in contatto con sostanze o materiali, anche inquinanti, non connessi con le attività esercitate nello stabilimento; le caratteristiche di tali reflui sono variabili in base al tipo di attività industriale. In base a quanto stabilito dall'all. 5 parte III del D.lgs n. 152/06, le acque industriali si distinguono in pericolose o non pericolose per l'ambiente.
- Acque reflue urbane: il miscuglio di acque reflue domestiche, di acque reflue industriali, e/o di quelle cosiddette di ruscellamento (meteoriche di dilavamento, acque di lavaggio delle strade, ecc.) convogliate in reti fognarie, anche separate, e provenienti da agglomerato; le acque di ruscellamento contengono varie sostanze microinquinanti, quali idrocarburi, pesticidi, detergenti, detriti di gomma.
- Acque reflue industriali assimilabili alle domestiche: acque reflue provenienti da installazioni commerciali o produttive che per legge oppure per particolari requisiti qualitativi e quantitativi, possono essere considerate come acque reflue domestiche (art. 101 co. 7 d.lgs 152/06)

## Sostanze presenti nelle acque reflue
- Sostanze galleggianti sono oli, grassi, schiume e, in generale, i composti insolubili più leggeri dell'acqua.
- Sostanze sospese sono quelle insolubili di densità uguale o superiore a quella dell'acqua, mantenute in sospensione dalla turbolenza. Tali sostanze si suddividono in:
  - sedimentabili;
  - non sedimentabili.
- Sostanze colloidali costituite da particelle di dimensioni tali (10−7 - 10−5 cm) da non poter essere separate dall'acqua con alcun trattamento meccanico.
- Sostanze disciolte: sostanze omogeneamente disperse allo stato molecolare o ionico nell'acqua.
- Materiali biologici sono rappresentati dagli organismi animali e vegetali presenti nell'acqua.

Ciascuna delle classi summenzionate può essere ulteriormente suddivisa in:
- solidi non volatili (o residuo fisso): rappresenta il residuo che si ottiene dopo l'incenerimento in forno a muffola alla temperatura di 600 °C
- solidi volatili: è l'aliquota dei solidi che a 600 °C si gasificano e pertanto non rimangono come cenere.

Tale suddivisione viene convenzionalmente assunta come equivalente a quella tra solidi organici ed inorganici poiché già a temperatura di 550 °C la frazione organica viene ossidata e gasificata mentre quella inorganica rimane come residuo fisso.

## Caratterizzazione acque reflue
Come è facile immaginare però è impossibile individuare tutti i tipi delle suddette sostanze in un'acqua reflua, così tali acque sono caratterizzate attraverso la determinazione di una serie di parametri fisici, chimici e biologici, molti dei quali sono presenti in acque reflue di origine civile e industriale, mentre alcuni sono presenti soltanto in acque reflue di origine industriale.
| Parametri fisici    | - Temperatura - Conducibilità elettrica - Solidi - Colore - Odore |
| Parametri chimici   | - pH - Alcalinità - Richiesta di {\displaystyle O_{2}}: Domanda chimica di ossigeno (COD), Domanda biochimica di ossigeno (BOD), Total oxygen demand (TOD) - Total organic carbon (TOC) - Azoto: Ammoniacale, Organico, Nitriti, Nitrati - Fosforo: Ortofosfati, Polifosfati, Organico - Oli e grassi - Oli minerali - Tensioattivi - Sostanze tossiche - Ossigeno disciolto |
| Parametri biologici | - Coliformi totali - Coliformi fecali - Streptococchi fecali - Escherichia coli - Salmonelle |

## Limiti di emissione
Sempre con riferimento all'allegato 5 parte III del D.lgs n. 152/06 a seconda del tipo di acqua reflua e del corpo ricettore lo scarico nell'ambiente deve essere effettuato rispettando i seguenti limiti di emissione che si raggiungono mediante appositi trattamenti di depurazione:
- scarico in corpi idrici superficiali significativi
  - acque reflue urbane - limiti di emissione riportati in tabella 1 che fissa i valori limiti ammissibili di BOD5, COD e solidi sospesi totali. Nel caso in cui lo scarico interessa aree sensibili deveno essere rispettati i limiti riportati in tabella 2 la quale indica i parametri limite che descrivono i nutrienti legati all'eutrofizzazione delle acque: fosforo totale, azoto totale. Se il refluo urbano contiene anche scarichi di natura industriale deve essere rispettata anche la tabella 3 prima colonna
  - acque reflue industriali non pericolose - limiti di emissione riportati in tabella 3 prima colonna
  - acque reflue industriali pericolose - limiti di emissione riportati in tabella 3 e 3/A
- scarico in corpi idrici superficiali non significativi[1]
  - acque reflue urbane - limiti di emissione riportati in tabella 4
  - acque reflue industriali non pericolose - limiti di emissione riportati in tabella 4
  - acque reflue industriali pericolose - vietato
- scarico sul suolo
  - acque reflue urbane - limiti di emissione riportati in tabella 4
  - acque reflue industriali non pericolose - limiti di emissione riportati in tabella 4
  - acque reflue industriali pericolose - vietato
- in fognatura
  - acque reflue domestiche - sono sempre ammessi senza necessità di alcun tipo di trattamento
  - acque reflue industriali - limiti di emissione riportati in tabella 3 seconda colonna

nel caso in cui le acque reflue sanificate debbano essere riutilizzate in agricoltura, nell'industria, per il lavaggio delle strade, a scopo antincendio, ecc. devono essere rispettati anche i requisiti di cui al D.M. 22 giugno 2003 n. 185.